# 施氏平头蚁
施氏平头蚁（学名：Colobopsis schmitzi）属于平头蚁属，是一種分佈於婆羅洲的螞蟻 ，與二齒豬籠草為共生關係。

## 特徵
胸背部弓起，胸部與腹部間只有一個结节。以食物碎屑、植物汁液、昆蟲蜜露為食。體色為黃褐色，生殖後完全變黑色。工蟻頭大胸部小，具有強烈攻擊性。

### 共生關係
當有昆蟲掉入籠中，它们會攻擊新捕獲的昆蟲，可防止獵物逃脫，捕食籠底動物獲得食物，而二齒豬籠草会从该物种的排泄物中獲取養份，為保持豬籠草拥有較高的捕獲效率，工蚁會清理籠口邊緣的汙染物 。